# 奇蹟のニューヨーク・ライヴ
『奇蹟のニューヨーク・ライヴ』（きせきのニューヨーク・ライヴ）は、小澤征爾&サイトウ・キネン・オーケストラのライブ・アルバム。2011年1月26日にユニバーサル・クラシックから発売された。

## 概要
食道がんを克服した小澤が、2010年12月14日にニューヨークのカーネギーホールでサイトウ・キネン・オーケストラを率いてブラームスの交響曲第1番を演奏したライブ音源を収録している。リリース開始からわずか3日で1万枚を突破する売り上げで、銀座の山野楽器本店では、長蛇の列を作る程の盛況ぶりだった。2011年2月7日付オリコンウィークリーチャートでは14位を獲得した。なお、小澤征爾作品のTOP20入りは、2002年にリリースした『ニューイヤー・コンサート2002』以来8年2ヵ月ぶり。

## 収録曲
1. 交響曲第1番 ハ短調作品68 第1楽章：Un poco sostenuto - Allegro [13:38]
2. 交響曲第1番 ハ短調作品68 第2楽章：Andante sostenuto [9:03]
3. 交響曲第1番 ハ短調作品68 第3楽章：Un poco allegretto e grazioso [4:53]
4. 交響曲第1番 ハ短調作品68 第4楽章：Adagio - Piu andante - Allegro non troppo,ma con brio [17:55]